# Creugas plumatus
Creugas plumatus är en spindelart som först beskrevs av Ludwig Carl Christian Koch 1866.  Creugas plumatus ingår i släktet Creugas och familjen flinkspindlar.
Artens utbredningsområde är Colombia. Inga underarter finns listade i Catalogue of Life.